# Magazine zum Globus
Magazine zum Globus AG er en schweizisk stormagasinkæde med 13 varehuse i Schweiz. Den ejes i dag af thailandske Central Group og østrigske Signa Holding. Globus AG inkluderer Herren Globus tøjbutikker og Office World kontorartikler.
Globus blev etableret i 1907 i Zürich.